# Silvana Estrada
Silvana Estrada (Xalapa, 15 de abril de 1997) é uma musicista e compositora mexicana. Ela lançou três álbuns, incluindo dois com a colaboração do músico Charlie Hunter. Além disso, ela trabalhou com artistas como Natalia Lafourcade, Caloncho, Alex Cuba e Guitarricadelafuente, entre outros.

## Discografia

### Álbuns de estúdio
- Marchita (2022)

### EPs
- Primeras Canciones (2018)
- Abrazo (2022)

### Álbuns colaborativos
- Lo Sagrado with Charlie Hunter (2017)

### Singles
- "Amor Eterno" (2018)
- "Para Siempre" (2020)
- "Tom’s Diner" (2023)
- "Milagro y Desastre" (2023)